# Дмитриева, Оксана Генриховна
Окса́на Ге́нриховна Дми́триева (род. 3 апреля 1958, Ленинград) — российский политический деятель, экономист. Депутат Государственной Думы Федерального собрания Российской Федерации I—VI и VIII созыва от «Партии роста» с 12 октября 2021 года.
Руководитель фракции «Партия Роста» в Законодательном собрании Санкт-Петербурга (22 сентября 2016 — 19 сентября 2021).
Из-за вторжения России на Украину находится под международными санкциями Евросоюза, США, Великобритании и ряда других стран.

## Биография
Родилась 3 апреля 1958 года в Ленинграде. Отец Генрих Шоломович Розенберг (1925—2007) — учёный-судомеханик, окончил Макаровское училище, создатель советских газотурбинных установок, вплоть до своей смерти работал в Институте морского флота. Имел звание заслуженного изобретателя Российской Федерации. Дед Шолом Иосифович Розенберг (1887—1942) был награждён Георгиевским крестом за храбрость в Первую мировую войну, погиб во время блокады Ленинграда. Мать Наталья Ефимовна Дмитриева (1931 г. р.) — кандидат экономических наук, выпускница Ленинградского института водного транспорта, ученица Леонида Канторовича, впоследствии нобелевского лауреата.
Училась в школе № 397 в Кировском районе Ленинграда (с 2004 года — гимназия № 397 им. Г. В. Старовойтовой, в советское время — имени С. М. Кирова). В 1980 году окончила факультет экономической кибернетики ЛФЭИ имени Н. А. Вознесенского. Специалист по экономике регионов. Автор четырёх монографий, более ста научных работ.
В 1985 году защитила кандидатскую диссертацию на тему «Пропорциональность социалистического воспроизводства: сущность и формы проявления».
После окончания института работала в Проблемной лаборатории региональных экономических исследований. В 1991 году организовала и возглавила Проблемную лабораторию региональной диагностики, в которой работала до 1993 года, сейчас является её научным руководителем.
В 1992 защитила докторскую диссертацию на тему «Экономическая диагностика регионов».
Депутат Государственной думы Федерального собрания Российской Федерации I—VI и VIII созывов. На выборах 1993 и 1995 годов избиралась по федеральному списку партии «Яблоко». Работала в комитете ГД РФ по бюджету, председателем подкомитета по бюджету, внебюджетным фондам и межбюджетным отношениям. Автор первой редакции Бюджетного кодекса, принятого в 1998 году, за что получила среди коллег прозвище «мать Бюджетного кодекса». Разработала процедуры рассмотрения федерального бюджета в Государственной Думе. Выбыла согласно Постановлению ГД ФС РФ от 20 мая 1998 г. № 2480-II ГД в связи с назначением на должность Министра труда и социального развития Российской Федерации. Освободившийся мандат перешёл Виктору Учителю.
В мае-сентябре 1998 года занимала пост министра труда и социального развития РФ в правительстве С. В. Кириенко (в связи с чем была исключена из состава «Яблока», возражавшего против участия отдельных своих представителей в правительстве).
После отставки правительства в 1998—1999 годах — профессор Санкт-Петербургского государственного университета экономики и финансов.
В декабре 1999 года избрана депутатом Государственной Думы третьего созыва по одномандатному округу в Санкт-Петербурге. Заняла пост заместителя председателя Комитета Государственной Думы по бюджету и налогам. В Государственной Думе третьего созыва была независимым депутатом.
Внесла на рассмотрение в Госдуму пакет законопроектов, предусматривающих улучшение социального положения наименее обеспеченных слоёв общества. В 2000 году добилась принятия закона о предоставлении статуса участника ВОВ лицам, награждённым медалью «За оборону Ленинграда». При рассмотрении закона «О трудовых пенсиях» отстояла право работающих пенсионеров получать пенсии в полном объёме. Внесла ряд законопроектов, предусматривающих изменение бюджетного и налогового законодательств. Были приняты такие её поправки в бюджет 2001 года, как поправка о возврате регионам налога с физических лиц (Санкт-Петербург получил от этого дополнительно около 2 млрд рублей), увеличены инвестиции на строительство метрополитена в Санкт-Петербурге на 550 млн рублей.
В 2000 году возглавила «Блок Оксаны Дмитриевой» на выборах в муниципальные органы власти в Санкт-Петербурге. Кампания завершилась серьёзной победой: «Блок Оксаны Дмитриевой» получил более 100 мест в муниципальных органах власти.
На выборах в 2003 году вновь избрана депутатом ГД РФ по одномандатному округу, в составе Государственной Думы четвёртого созыва была независимым депутатом. В 2006 году Оксаной Дмитриевой был разработан пакет законопроектов, направленных на стимулирование инновационной деятельности. 13 законопроектов содержали меры, направленные на снижение налоговой составляющей в цене научного и инновационного продукта, что позволило бы расширить возможности проведения научных исследований и создания инновационного продукта. Однако, все законопроекты были отклонены Государственной Думой. Некоторые из этих законопроектов позднее были изменены и после поправок, существенно ухудшающих и исключающих наиболее значимые позиции, были внесены от Правительства РФ.
На выборах 2007 года избрана депутатом ГД РФ от партии Справедливая Россия. Являлась первым заместителем руководителя фракции «Справедливая Россия: Родина/Пенсионеры/Жизнь». Член комитета ГД по бюджету и налогам.
В 2007 году Оксаной Дмитриевой были разработаны 6 законопроектов, направленных на корректировку пенсионного законодательства и позволяющих качественно изменить уровень жизни нынешних пенсионеров. В частности, предлагалось индексировать пенсию в соответствии с ростом заработной платы, повысить коэффициент отношения индивидуальной заработной платы к средней по стране, восстановить т. н. «нестраховые периоды», предоставить право получения второй пенсии труженикам тыла, узникам фашистских концлагерей, а также участникам войны, не имеющим инвалидности. Эти законопроекты были отклонены Государственной Думой.
Является автором альтернативных проектов бюджета РФ на 2009, 2010 и 2011, 2012, 2013 годы, которые фракция «Справедливая Россия» вносила на обсуждение в Государственную Думу одновременно с проектами правительства. Последовательный оппонент министра финансов Алексея Кудрина в вопросах создания Стабилизационного фонда и введения накопительной части пенсии. Являлась главным политическим противником экс-губернатора Петербурга Валентины Матвиенко.
14 июня 2011 года назначена заместителем руководителя фракции «Справедливая Россия» в Государственной Думе Федерального Собрания Российской Федерации.
В июне 2014 года Дмитриева направила депутатский запрос Генеральному прокурору РФ Юрию Чайке с просьбой провести тщательное расследование деятельности госкорпорации «Роснано» и её главы Анатолия Чубайса на основании соответствующей проверки, проведенной Счетной Палатой РФ. Генпрокуратурой к тому времени было заведено несколько уголовных дел и досудебных проверок против «Роснано».
В 2014 году  пыталась участвовать в выборах губернатора Петербурга, но не смогла собрать достаточное количество подписей муниципальных депутатов в свою поддержку (это необходимое условие для участия в голосовании). В июле 2014 года Оксана Дмитриева направила запрос к генпрокурору РФ Юрию Чайке с жалобой на давление на муниципальных депутатов, которые готовы отдать подписи в её поддержку. Было предложено принять меры «в связи с многочисленными нарушениями законодательства».
В начале марта 2015 года была отстранена от руководства Санкт-Петербургским региональным отделением. 30 марта она написала заявление о выходе из партии «Справедливая Россия». В апреле 2015 года лишена поста заместителя руководителя фракции «Справедливая Россия» в Государственной думе России. Также муж Дмитриевой, Иван Грачёв, был отстранен от поста председателя комитета Госдумы по энергетике. Объявлено о планах создать партию профессионалов и пойти с ней на выборы в Госдуму в 2016 году.
В мае 2016 года Дмитриева выступила за то, чтобы отправить в отставку весь финансово-экономический блок правительства России.
Эксперт Московского экономического форума.

### Выборы-2016
В июле 2016 года Оксана Дмитриева возглавила списки Партии Роста на выборах Государственной Думы (2-е место в федеральном списке после Бориса Титова) и Законодательного собрания Санкт-Петербурга (1-е место в списке). Она также баллотировалась в 217-м Юго-Восточном одномандатном округе Санкт-Петербурга. Выборы состоялись 18 сентября 2016 года.
Во время предвыборной кампании против Оксаны Дмитриевой применялись «черные технологии» (в частности, были выдвинуты кандидаты-двойники). Наружная реклама с изображением Оксаны Дмитриевой срывалась или повреждалась, издавались анонимные газеты, направленные против неё. Во время самого голосования на участках были отмечены массовые нарушения, подсчет голосов также велся с нарушениями, что отмечали представители Центризбиркома. Благодаря этому победа в округе досталась кандидату от «Единой России» Михаилу Романову. Глава Центризбиркома Элла Памфилова назвала прошедшие в Петербурге выборы «вызывающим и циничным применением административного ресурса». В итоге Центризбирком обратился в прокуратуру с требованием провести проверку по фактам нарушений в округах, где избирались Оксана Дмитриева и другие оппозиционные кандидаты.
На проходивших одновременно с думскими выборах в Законодательное собрание Петербурга список Партии Роста, который возглавляла Оксана Дмитриева, получил 10,7 % голосов избирателей. По результатам выборов Оксана Дмитриева была избрана депутатом Законодательного собрания Санкт-Петербурга шестого созыва от Партии роста.

### Президентские выборы 2018
В июле 2017 года Оксана Дмитриева была выдвинута на предварительное голосование Партии Роста для отбора кандидата в Президенты на выборах 2018 года. В результате внутрипартийного голосования было принято решение о выдвижении Бориса Титова кандидатом на президентские выборы от Партии Роста.

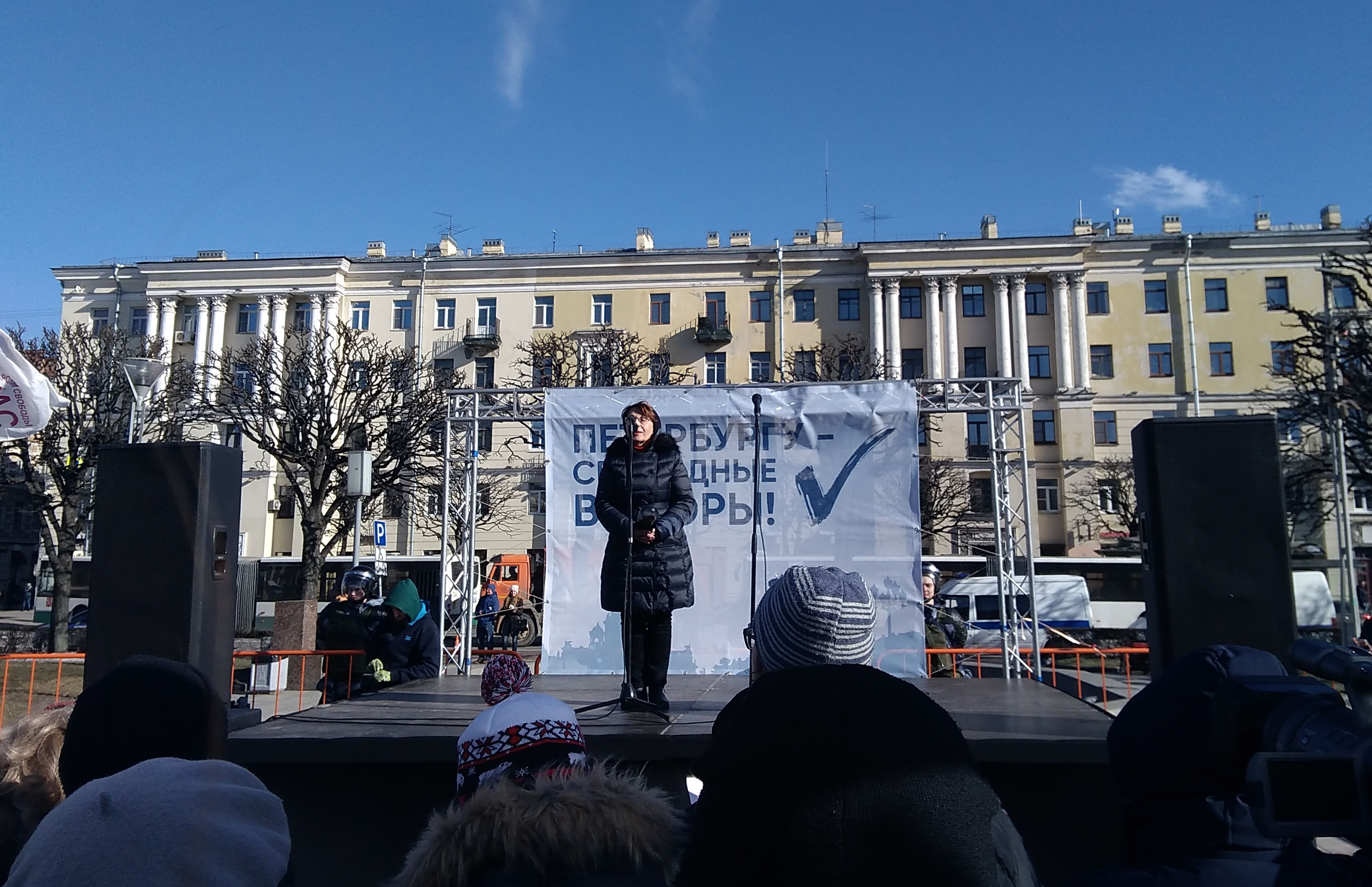
Депутат Петербургского закса Оксана Дмитриева выступает на согласованном митинге «Петербургу — свободные выборы!» 24 марта 2019

### Выборы 2021
В сентябре 2021 избралась в Государственную думу, получив 48 тысяч голосов в 217-м одномандатном округе (Санкт-Петербург).

## Санкции
25 февраля 2022 года, на фоне вторжения России на Украину, включена в санкционный список стран Евросоюза в ответ на решение России признать территории Донецкой и Луганской областей Украины и на решение об отправке туда российских войск.
11 марта 2022 года внесена в санкционный список Великобритании «за признание независимости двух сепаратистских регионов в Украине».
30 сентября 2022 года попала в санкционный список США в ответ на «фиктивные референдумы» и «аннексию территорий Украины российскими оккупационными силами». Государственный департамент отмечает что депутаты единогласно приняли закон о фейках, а некоторые депутаты сыграли ключевую роль в распространении российской дезинформации о войне.
23 февраля 2023 года включена в санкционный список Канады «соратников режима», так как он «голосовал за законодательство связанное с вторжением и попыткой аннексии четырёх регионов Украины».
По аналогичным основаниям находится в санкционных списках Швейцарии, Австралии, Японии, Украины и Новой Зеландии.

## Семья
Замужем за депутатом Госдумы России нескольких созывов Иваном Дмитриевичем Грачёвым.
Сын Дмитрий родился в 1995 году, закончил физический факультет МГУ им. М. В. Ломоносова.
В свободное время Дмитриева занимается плаванием и любит кататься на горных лыжах.

## Награды
- Почётная грамота Президента Российской Федерации (11 апреля 2014) — за достигнутые трудовые успехи, значительный вклад в социально-экономическое развитие Российской Федерации, заслуги в гуманитарной сфере, укреплении законности и правопорядка, активную законотворческую и общественную деятельность, многолетнюю добросовестную работу[41]
- Почётная грамота правительства Российской Федерации (22 июля 2009) — за заслуги в законотворческой деятельности и многолетнюю добросовестную работу[42]
- В рейтинге «100 самых влиятельных женщин России» журнала «Огонёк», опубликованном в марте 2014 года, заняла 31-е место[43]

## Публикации
- Региональная экономическая диагностика. — СПб.: Издательство Санкт-Петербургского университета экономики и финансов, 1992. — 272 с.
- Oksana Dmitrieva. Regional development. The USSR and after. First published in 1996 by UCL Press
- Региональный хозрасчет: концепция и формы реализации / Под редакцией О. Г. Дмитриевой и А. И. Муравьева. — М.: Издательство Всесоюзного заочного политехнического института, 1990.
- Дмитриева О. Г., Леусский А. И., Малькова Т. Н. Международные стандарты финансовой отчётности в менеджменте. — М.: Высшее образование, 2007. — 288 с. — (Профессиональная практика). — ISBN 978-5-9692-0095-1.
- Дмитриева О. Г. Методы снижения темпов инфляции // Научный альманах фундаментальных и прикладных исследований. — М.: Финансы и статистика, 2007.
- Дмитриева О., Ушаков Д. Инфляция спроса и инфляция издержек: причины формирования и формы распространения // Вопросы экономики. — 2011. — № 3.
- Переход от распределительной пенсионной системы к накопительной: результаты и критерии эффективности. О.Дмитриева, Н.Петухова, «Вопросы экономики», № 4, 2010 г.
- Проблемы налогового стимулирования инновационной деятельности в современной России / под редакцией д.э.н., профессора О. Г. Дмитриевой. — СПб.: Издательство Санкт-Петербургского Государственного Университета экономики и финансов, 2008.
- Макроэкономическая политика. Позиция фракции Справедливая Россия. Том 1. Авторы: О. Г. Дмитриева, Издание Государственной Думы, 2011.
- Макроэкономическая политика. Позиция фракции Справедливая Россия. Том 2. Авторы: О. Г. Дмитриева, Издание Государственной Думы, 2011.
- Дмитриева О. Г. Деформация бюджетной политики и управления долгом вследствие формирования стабилизационных фондов // Вопросы экономики. — 2013. — № 3. www.vopreco.ru
- Социальная политика. Законодательные инициативы фракции «Справедливая Россия» / Авторы-составители С. П. Горячева, О. Г. Дмитриева. — М.: Издание Государственной думы, 2010.
- Дмитриева О. Противостояние. 20 лет в политике. — СПб.: Лики России, 2014. — 256 с. — 3000 экз. — ISBN 978-5-87417-463-7.